# Porquerolles
Porquerolles (pronúncia em francês: [pɔʁkəʁɔl]), também conhecida como Île de Porquerolles, é uma ilha do grupo denominado Îles d'Hyères, no mar Mediterrâneo, pertencente ao departamento de Var, Provence-Alpes-Côte d'Azur, França. A sua área total é de 1254 hectares, e a população em 2004 era de cerca de 200 habitantes.
Porquerolles é a maior e mais ocidental das três ilhas principais das Îles d'Hyères. Tem 7 km de comprimento por 3 km de largura.

## Pontos de interesse
- Conservatório Botânico Nacional Mediterrânico de Porquerolles
- Parque Nacional Port-Cros